# Заболотниця
Заболотниця (біл. вёска Забалотніца) — село в складі Борисовського району Мінської області, Білорусь. Село підпорядковане Лошницькій сільській раді, розташоване в північно-східній частині області.